# Venstre-højre-symmetri
Venstre–højre-symmetri er et generelt princip i fysik, som siger, at gyldige fysiske love ikke må producere et anderledes resultat for en bevægelse som er venstre-håndet end en bevægelse som er højre-håndet. Den mest almindelige brug er ved ens behandling af rotationer mod uret og med uret fra en fast referenceramme. Det generelle princip er ofte benævnt Chiral symmetri. 
Reglen gælder altid i klassisk mekanik, men resultater fra kvantemekaniske eksperimenter viser forskellig adfærd hos venstre-chirale og højre-chirale subatomare partikler.